# Ricky Stanicky - L'amico immaginario
Ricky Stanicky - L'amico immaginario (Ricky Stanicky) è un film del 2024 diretto da Peter Farrelly.

## Trama
25 anni fa, tre ragazzini, Dean, Wes, e JT, per coprire un incendio accidentale causato da uno scherzo ad Halloween, decidono di far ricadere la colpa su un immaginario Ricky Stanicky e, vedendo che il trucco funziona, cominciano ad utilizzare l'amico immaginario come scusa per qualunque malefatta per tutta la loro vita, appuntando ogni dettaglio su un quaderno chiamato La Bibbia, in modo tale da non contraddirsi.
Ai nostri giorni, i tre fingono una improvvisa malattia di Ricky per evitare il Baby Shower del figlio di JT e andare ad un concerto ad Atlantic City, dove incontreranno Rod, alcolizzato attore fallito e volgare imitatore di cantanti famosi, prima di dover tornare improvvisamente a casa, in quanto la moglie di JT ha partorito in anticipo.
In sala parto, la copertura comincia a scricchiolare, finché una parente, per cercare di smascherarli, invita Ricky al Brit Milà del bambino, costringendo così i tre amici ad ingaggiare lo sconosciuto Rod per interpretare Ricky alla festa.
Dopo la cerimonia, Rod finisce per preferire Ricky a sé stesso e viene anche assunto dal capo di Dean e JT, che lavorano in banca, per uno stipendio a sei cifre, nonostante la sua totale inesperienza nel campo.
Dopo aver accidentalmente scalato i ranghi nella banca, prossima ad una fusione, proponendo iniziative benefiche, egli viene notato da una TV locale, dove lavora Erin, moglie di Dean, e scelto come Eroe della Settimana, scatenando il terrore dei protagonisti, i quali correttamente temono che un minimo di ricerca giornalistica possa smascherare tutte le loro bugie, portando Dean a confessare tutto prima alla moglie, che aveva già capito tutto, e poi alla festa per la fusione, dove però, a sorpresa di tutti, viene comunque trasmesso il servizio giornalistico, dove Rod, che ha ufficialmente cambiato il suo nome in Richard Stanicky, racconta la sua storia, presentando il trio come suoi salvatori.
Grazie a ciò, la fusione va a buon fine, e protagonisti riescono a mantenere il proprio lavoro, anche se JT viene costretto ad accamparsi in giardino per tre mesi da sua moglie come punizione. 

## Produzione
Inizialmente previsto per il 2010 con James Franco nel ruolo eponimo, il film è entrato in lavorazione solo nel settembre 2022, quando Zac Efron e John Cena si sono uniti al cast. Nei mesi seguenti è stata confermata la partecipazione al film di William H. Macy, Andrew Santino, Jermaine Fowler e Lex Scott Davis.
Le riprese si sono svolte a Melbourne tra il febbraio e il marzo 2023.

## Promozione e distribuzione
Il primo trailer è stato diffuso il 26 gennaio 2024.
La distribuzione del film sulla piattaforma Prime Video è avvenuta il 7 marzo 2024.

## Accoglienza
Il film ha ottenuto il 44% di recensioni positive su Rotten Tomatoes, ottenendo un giudizio misto da parte di critica e pubblico.
La trama, seppur originale, non è stata sviluppata a dovere secondo i critici. In compenso è stata lodata l'interpretazione di John Cena, autore di un'ottima performance comica, paragonata a tratti allo stile di Jim Carrey e Zach Galifianakis.